# Anne de Frise orientale
Anne de Frise orientale, née à (Aurich le 26 juin 1562 et morte à Neuhaus sur l'Elbe le 21 avril 1621) est une princesse de la famille noble des Cirksena qui gouverne le comté de Frise orientale depuis 1464.
Elle est la fille aînée du comte Edzard II de Frise orientale et de son épouse, Catherine Vasa, fille du roi de Suède Gustave Ier Vasa.
Anne s'est mariée trois fois :
- Le 12 juillet 1583, elle épouse à Heidelberg l'électeur palatin, Louis VI du Palatinat. Il meurt le 22 octobre de la même année[1].
- Anne s'est remariée le 21 décembre 1585, avec Ernest-Frédéric de Bade-Durlach. Il est décédé le 14 avril 1604.
- Le 7 mars 1617 elle épouse à Grabow, Jules-Henri de Saxe-Lauenbourg, plus tard duc de Saxe-Lauenbourg. Le duc était âgé de 26 ans de moins que sa femme et lui a survécu des décennies, en mourant, le 20 novembre 1665.

Anne n'a pas eu d'enfant vivant. Elle est enterrée dans l'église du Saint-Esprit à Heidelberg, mais sa tombe n'est pas conservée.